# از نو بسازیم
از نو بسازیم نام یک مجموعه تلویزیونی ایرانی به کارگردانی «مینا تقوی» است که در سال ۱۳۶۲ از برنامهٔ کودک و نوجوان شبکه دو پخش گردید.

## خلاصه داستان
مدرسه‌ای که چند دوست و همکلاسی در آن تحصیل می‌کنند درآستانهٔ تعطیلی و انحلال است. این چند دوست صمیمی در فصل تابستان و تعطیلات، بدور هم جمع شده‌اند تا چاره‌ای بیندیشند، چرا که در صورت بسته شدن این مدرسه، بین آنها فاصله خواهد افتاد و روزهای خوشی که در مدرسه دارند به پایان خواهد رسید…